# Werner Scharhag
Werner Scharhag (* 29. Oktober 1926 in Landau in der Pfalz; † 21. Dezember 2007) war ein deutscher Politiker (SPD) und von 1964 bis 1988 Bürgermeister von Landau in der Pfalz. Er wurde 1991 zum Ehrenbürger von Landau in der Pfalz ernannt und wurde damit für seine Verdienste als Ratsmitglied und Bürgermeister gewürdigt. Scharhag war auch Ehrenbürger von Landaus elsässischen Partnerstädten Haguenau (Hagenau) und Ribeauvillé (Rappoltsweiler).

## Schriften
- Werner Scharhag, Michael Martin: Landau. Erinnerungen in Bildern. Sutton, Erfurt 1998, ISBN 3-89702-014-9